# Staffan Hellstrand

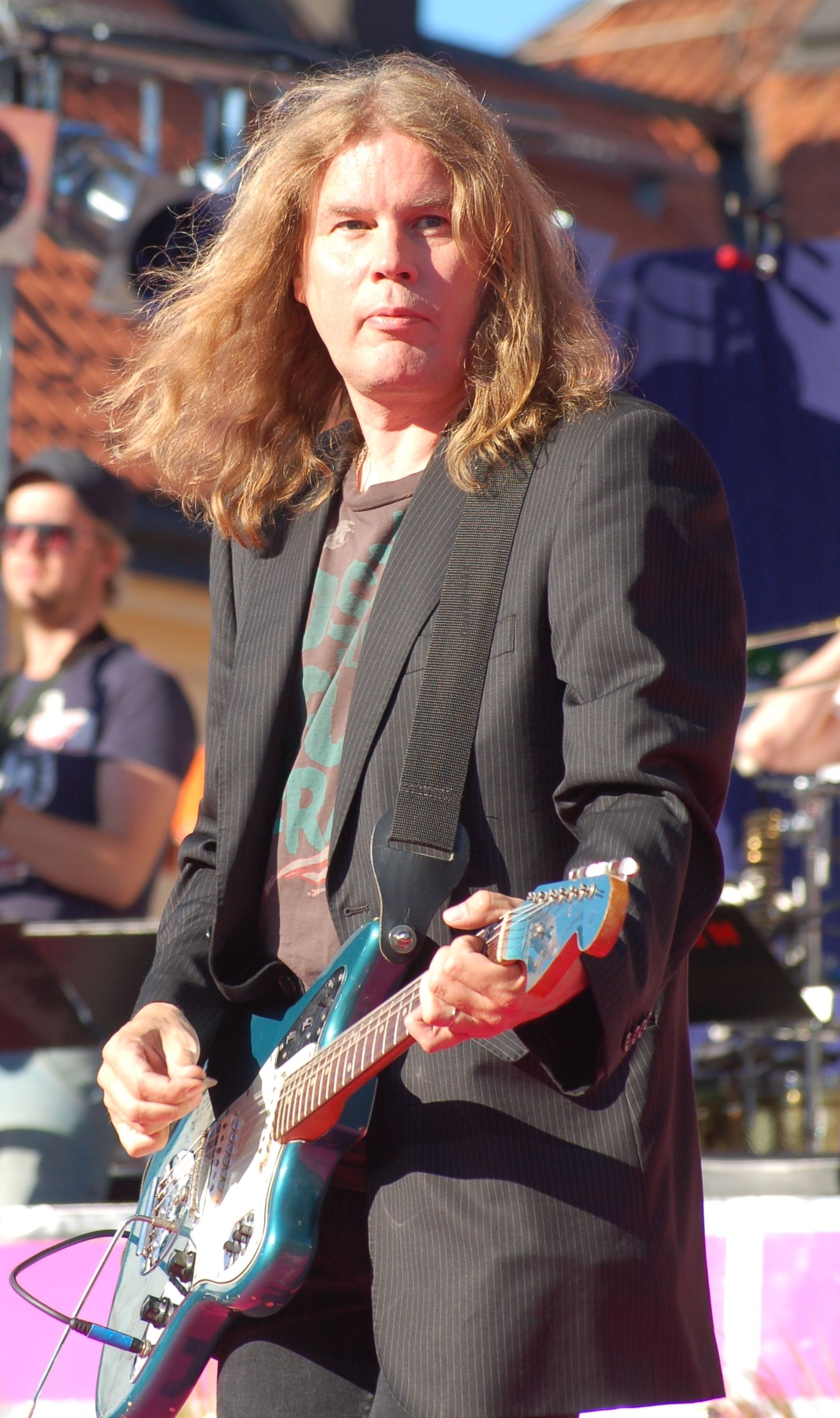
Staffan Hellstrand i Sommarkrysset på Gröna Lund 2008.

Mats Eric Staffan Hellstrand, född 13 maj 1956 i Spånga kyrkobokföringsdistrikt i Stockholm, är en svensk rockmusiker (sång, gitarr, klaviatur, munspel), låtskrivare och skivproducent.

## Biografi
Staffan Hellstrand är son till kärnkraftsfysikern och friidrottaren Eric Hellstrand och läraren Inger (ogift Hjertqvist). Han växte upp i Nyköping, med undantag för två år på Long Island i USA där fadern arbetade som gästforskare.
Hellstrand har varit medlem i gruppen Dimmornas Bro och frontfigur i SH!. Hans första soloalbum Hemlös med tonsatta Dan Andersson-dikter kom 1990 och var ett sidoprojekt från SH! men gruppen upplöstes kort därefter. Han har också ingått i gruppen De Lescano tillsammans med sångerskan Isabel De Lescano och gitarristen Fredrik Blank. Den senare har spelat på många av Hellstrands soloalbum. 
Hellstrands musik kan beskrivas som melodiös rock, oftast framförd på elförstärkta men ibland på akustiska instrument. Den kombineras med poetiska och ibland samhällskritiska texter. Av hans många album kan Eld (1992), Pascha Jims dagbok (1996) och Elektriska gatan (2004) kanske sägas ha fått den genomgående bästa kritiken. Han fick 1992 års Grammis för bästa manliga pop-/rockartist och 1993 års för årets låt, "Lilla fågel blå".
Hellstrand skrev och framförde den officiella svenska låten till Europamästerskapet i fotboll 2000, "Explodera". Han har även i övrigt ett stort fotbollsintresse och är uttalad supporter till Östers IF åt vilka han har skrivit låten "Vi är Öster". Han har även skrivit många låtar till andra artister, bland annat de flesta av låtarna till Idde Schultz debutalbum från 1995, av vilka "Fiskarna i haven" blev en av hans största framgångar som låtskrivare. Tillsammans med Sven-Ingvars har han spelat in sin låt "Marie, Marie". I Melodifestivalen 2007 framförde Uno Svenningsson och Irma Schultz Keller låten "God morgon" som Hellstrand skrivit i samarbete med Svenningsson. Denna låtskrivarduo ligger även bakom delar av Svenningssons album Jag sjunger för dig (2008). 
Garagerockbandet The Nomads har ackompanjerat Staffan Hellstrand på albumen Pascha Jims dagbok och Eld.
Hellstrand har tillsammans med bland andra poeten Bob Hansson skapat föreställningen Nångång måste allting skaka, som hade premiär 2014 och är en tolkning av passionsberättelsen ur Matteusevangeliet.
Hösten 2020 gav han ut skivan Mordet i Nürnbergbryggeriet, som är en temaskiva. Han hade då bott vid platsen för Nürnbergbryggeriet i Stockholm i fem år, och började intressera sig för ett mord som skedde där. Albumet berättar historien om detta.
Hellstrand har varit gift med konstnären Camille Ehn (vigsel 1995) och är numera gift med designern Monica Förster sedan 2024.

## Diskografi

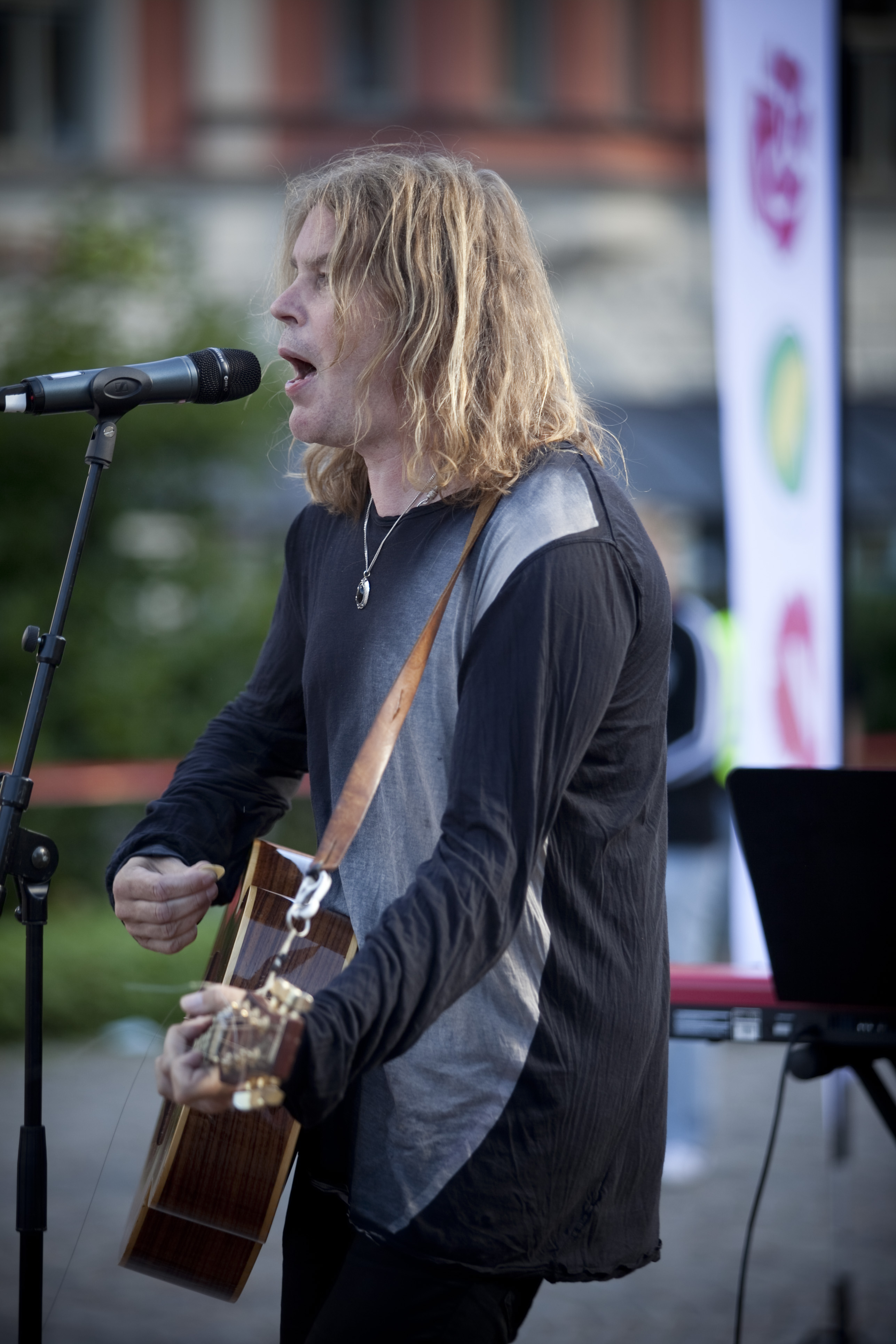
Staffan Hellstrand uppträder i Eskilstuna för De rödgröna 2010.

Se även SH! och De Lescano.

### Originalalbum
- Hemlös (1989)
- Den stora blå vägen (1991)
- Eld (1992)
- Regn (1993)
- Sot (1994)
- Pascha Jims dagbok (1996)
- Underland (1998)
- Underbarn (1999)
- Starsång (2001)
- Socker & synder (2002)
- Elektriska gatan (2004)
- Motljus (2006)
- Spökskepp (2007)
- Staffan Hellstrand (2012)
- Blod & tårar (2015)
- Svaret på allt (2018)
- Mordet i Nürnbergbryggeriet (2020)

### Egna samlingsskivor
- Staffan Hellstrand & SH! samling 85–92 (1993)
- Staffan Hellstrands bästa (2000)
- Diamanter (2004)
- Lilla fågel blå (2009)

### Samlingsskivor med blandade artister (urval)
- Vilda fåglar – sånger om barn (1994)
  - "Sammet, rost & lust" med The Nomads
  - "Varje litet grässtrå" med Irma Schultz
  - "Min änglavän"
- Den flygande holländaren 2 (1998)
  - "Till Linnéa – via Leonard Cohen"
- Barn 2000 (1999)
  - "Första steget"
- Plura 50 – en hyllningsplatta (2001)
  - "Dörrarna till himlen" med Lisa Nilsson
- Framåt! - För Palestinas befrielse (2002)
  - "Nästan perfekt"

### Medverkan som artist på andras skivor
- Caj Karlsson – Tillsammans med mig (2009)

## Låtar till andra artister (urval)
- Irma Schultz – Irma (1991)
  - "I mitt hus" (textförfattare)
- Anne-Lie Rydé – Stulna kyssar (1992)
  - "Hela min gata är mitt hem" (Hellstrands egen inspelning är utgiven på Starsång 2001)
- Irma Schultz – Tröst för stygga barn (1993)
  - "Kom ner (Lämna vingarna kvar)" (textförfattare)
- Svante Thuresson – En salig man (1993)
  - "Jag vill bara sova"
- Idde Schultz – Idde Schultz (1995)
  - "Fiskarna i haven"
  - "Högre mark" (Hellstrands egen inspelning utkom på Staffan Hellstrands bästa 2000)
- Sven-Ingvars – Lika ung som då (1996)
  - "Marie, Marie"
- Christina Lindberg – Hemma igen (1997)
  - "Sara-Li" (Hellstrands egen inspelning utkom på Starsång)
- Idde Schultz – Vad man gör (och inte gör) (1997)
  - "Innan mitt hjärta fick sin form"
- Anna Stadling – Det känns (1999)
  - "Nu är jag ung"
  - "Tömda på varann"
  - "För lycklig"
- Lars Winnerbäck – Kom (1999)
  - "Nästan perfekt" (endast musiken)
- Samuel Fröler – Blunda mig till ljus igen (2001)
  - "Blunda mig till ljus igen"
  - "Solen finns"
- Uno Svenningsson och Irma Schultz (Melodifestivalen 2007)
  - "God morgon" (skriven av Hellstrand och Svenningsson)
- Anna Stadling & Idde Schultz – Hjärtat fullt (2008)
  - "Fyra dörrar till min syster" (Hellstrand tog med låten på sitt självbetitlade album Staffan Hellstrand 2012)

## Covers
- Kikki Danielsson & Roosarna – Vet du vad jag vet (1994)
  - "Hela vägen hem"
- Anita Lipnicka – Moje oczy są zielone (2000)
  - "Jestem powietrzem" ("Fiskarna i haven")
- Magda Femme - 5000 myśli (2001)
  - "Kłamstwo" (Nu är jag ung")
- Blå Øjne – Tæt på (2006)
  - "Fiskene i havet"
- Fey – Faltan Lunas (2006)
  - "Como un ángel" ("Fiskarna i haven")
- Highlights – Dansbandskampen 2009
  - "Lilla fågel blå"